# عواطف رشيد
عواطف تركي رشيد (مواليد 1956 في البصرة، العراق) كاتبة وناشطة في مجال حقوق المرأة العلمانية عراقية كندية. تعتبر أول عراقية تحصل على جائزة فيمي وجائزة مبادرة من شبكة نساء العراق في عام 2010. تشغل عواطف حاليا منصب المستشار الإقليمي لصندوق التحرك العاجل من أجل حقوق المرأة في الولايات المتحدة. شغلت منصب عضو مجلس إدارة المعهد الكندي للنهوض بالمرأة من 2009 إلى 2012 وعملت سابقا في اللجنة التوجيهية للنسويات المجردة والسياسة العامة العادلة. كانت أيضا عضوا في الاتحاد الكندي للنساء الجامعيات وممثلة عن جمعية الأمل العراقية.
أجرت عواطف الكثير من البحوث السياسية والاجتماعية والاقتصادية على مختلف القضايا العالمية طوال عملها كمديرة أبحاث المركز الدولي للتحليل الاستراتيجي في دبي بالإمارات العربية المتحدة.
كتبت ونشرت عواطف باللغتين العربية والإنجليزية. كتبت باللغة العربية نساء العراق وهو موجه للجمهور العربي ويهدف إلى مناقشة قضايا المساواة بين الجنسين وحياة المرأة وحقوقها المباشرة مع العراقيين من الذكور والإناث. تعتقد أن الذكور يتفوقون في الحقوق على الإناث في العراق ودول الشرق الأوسط الأخرى لفضيلة جنسهم من قبل القوى السياسية والاجتماعية والدينية والاقتصادية.
طوال حياتها كافحت عواطف القواعد القمعية للمجتمع الذي يسيطر عليه الذكور تحت دكتاتورية صدام حسين وتداعيات قرارها لإزالة نفسها من هذا الوضع الرهيب. منذ فرارها من بلدها الأصلي العراق والهجرة إلى كندا وإلى جانب تجاربها الحياتية مع الدراسة الأكاديمية والنشاط المهني للضغط من أجل المزيد من الحقوق للمرأة في العراق والعالم. درست عواطف في جامعة أكاديا وجامعة جبل سانت فنسنت وحصلت على شهادة الماجستير في الآداب في دراسات المرأة من جامعة سانت ماري في عام 2008. كانت أطروحتها للماجستير عن المرأة العراقية: الآليات القاتمة والتبعية ووعقدة النقص.
قامت عواطف أيضا بشن حملة على المحاكم الشرعية في كندا بالتشارك مع منظمة دولية أخرى مقرها في المملكة المتحدة بعنوان نساء في ظل القوانين الإسلامية.
من 2007 إلى 2010 عملت عواطف في علاقات الاتصال الدبلوماسي للمجلس الكندي للمكفوفين في المكتب الوطني في أوتاوا. أنجزت ثلاثة مشاريع رئيسية تهدف إلى خدمة المكفوفين وذوي الإعاقة في جميع أنحاء العالم. المشروع الأول مع السفارات بتناول الطعام مع السفراء لمكافحة العمى والمشروع الثاني العميان المطويين والثالث هو كتاب طبخ لجمع التبرعات حيث أخذت 105 سفارة جزء من مطابخ العالم وفي عام 2007 شغلت عواطف وظيفة باحث مشارك وكاتب مشارك لقسم الموارد البحثية لشؤون اللاجئين في جامعة كارلتون وكانت جزءا من فريق إجراء البحوث حول بناء القدرات للمجتمعات الترحيبية: موارد المنظمات التي تخدم المهاجرين للفهم ومكافحة العنصرية. عملت لمنظمات أخرى مثل: بناء السلام الكندية وبناء السلام الجنسي ومبادرة نساء نوبل وجمعية مقاطعة كينغز للتعليم والموارد البشرية وتنمية المهارات الكندية والعمل معلمة احتياط في بعض المدارس الثانوية في وادي أنابوليس بعد الحصول على شهادة سكوتيا للمعلمين. مرة أخرى في العراق حصلت عواطف على بكالوريوس التربية في قسم اللغة الإنجليزية من جامعة البصرة في عام 1979 وقامت بتدريس اللغة الإنكليزية كلغة ثانية على مستوى كليات المجتمع مثل: معهد الفنون الجميلة في مدينة البصرة والمعهد العالي لتدريب المعلمين في بغداد والمعهد العالي لتدريب المعلمين في كركوك والمعهد العالي لتدريب المعلمين في أربيل. درست اللغة الإنجليزية كلغة ثانية في محافظة قيصري في تركيا. عملت عواطف أيضا صحفية لوسائل الإعلام ومذيعة لمديرية تلفزيون البصرة في وزارة الإعلام العراقية من 1972 إلى 1986.

## المنشورات
- العنف الجنسي في الحروب وحالات ما بعد الصراع، فصل في التقدم، 2010 (الإنجليزية).
- الدكتورة نوال السعداوي: نسوية من العالم العربي، مونتريال 2008 (العربية).
- قتل الشرف من بنات المهاجرين في كندا، مونتريال 2008 (العربية).
- اغتصاب النساء كأداة مدمرة سياسية، مونتريال 2008 (العربية).
- إسكات المرأة العراقية: تجارب حقيقية للمرأة في العراق، (الإنجليزية).

## وسائل الإعلام العربية
- عمان، الأردن، 10 أغسطس 2010 «العنف الأسري ضد المرأة: نبذة عن الأنواع والتوصيات».
- رابطة المرأة العراقية، 10 يوليو 2010 «العقوبات السياسية - الدينية ضد المرأة العراقية».
- الاتحاد الديمقراطي العراقي في الولايات المتحدة الأمريكية؛ 4 يناير 2011 «الحكومة العراقية: الذكورة والمراوغة».
- صوت العراق، 8 نوفمبر 2011 «يا مريم، يا سيدة النجاة، انقذينا».
- رابطة المرأة العراقية، 28 فبراير 2011 «لا للمفاوضات في ظل تهديدات الحكومة العراقية: نحن لن ننسى دم الشهداء العراقيين في المظاهرات السلمية».
- الشعب العراقي، 22 فبراير 2011 «أوه، العراق.. حان الوقت لتدافعي عن نفسك».

## المحاضرات
- نقاش في يوم المرأة العالمي 2009 «القيادات النسائية» / الخدمات الإصلاحية من كندا، مارس 2009 (أوتاوا).
- محاضرة في جامعة كارلتون: الجنس والهجرة والتنمية، يونيو 2007.
- مشاركة بحثية وطنية (التمست من قبل الجامعات ومنظمات نسائية في كالجاري، هاليفاكس، وينيبيغ). المرأة المهاجرة، العنف الأسري، وسبل للخلاص من التشرد، هاليفاكس، 2006.
- كلية القانون بجامعة هارفارد (2005) قانون الأحوال الشخصية في العراق. بوسطن / الولايات... (محاضرة).
- جون ف. كينيدي للإدارة الحكومية (2005) النوع الاجتماعي في العراق، بوسطن / الولايات المتحدة الأمريكية (محاضرة).
- المحاضرات والألواح ضد الحرب على العنوان التالي: جامعة أكاديا، جامعة سانت ماري، جامعة دالهوزي، جامعة القديس فرانسيس كزافييه، جامعة سانت توماس، وجامعة القديس ستيفن (ملحوظة)، (2003-2006).
- مركز بيرسون لحفظ السلام (2001).